# PocketBook
PocketBook est une société multinationale spécialisée dans la conception de liseuses, ainsi que de lecteurs multimédias et tablettes Android, sous la marque PocketBook.
La société a été fondée en 2007 en Ukraine et son siège social se situe à Lugano en Suisse.
PocketBook est le quatrième fabricant mondial de liseuses.

## Développement et fabrication
Les produits sont assemblés dans les usines de Foxconn, Wisky et Yitoa.

## Géographie des ventes
Les produits de l’entreprise sont vendus dans 40 pays à travers le monde : en Europe de l’Ouest, Europe Centrale, et Europe de l’Est ; dans les pays de la CEI et dans les pays baltes mais également en Israël, en Australie, en Nouvelle-Zélande, au Canada, au Royaume-Unis, en Malaisie et en Turquie. En décembre 2013, PocketBook a vendu 2 000 000 appareils. En 2024, l'entreprise propose plus de 50 modèles différents de liseuses.

## Histoire
| Date           | Événement |
| -------------- | --- |
| Septembre 2008 | La société commercialise sa première liseuse, la PocketBook 301. Le modèle devient l’appareil le plus vendu en Russie (le volume total de produits vendus dépasse 100 000) selon les résultats 2009-2010. |
| Janvier 2009   | Lancement du second modèle de PocketBook, la PocketBook 360° - la première liseuse au monde à avoir été créée à l’aide des remarques de la communauté d’utilisateurs de The-eBook.org, le forum le plus populaire en langue russe dédié aux e-books. |
| Mars 2009      | PocketBook 302 Cookie – La première liseuse au monde à supporter le protocole de transfert de données sans fil Bluetooth. |
| Novembre 2010  | PocketBook IQ 701– Un livre électronique multimédia doté du système d’exploitation Android. En 2011, PocketBook IQ 701 est devenu le 2e appareil le plus vendu en Russie après l’iPad. |
| Décembre 2010  | Lancement sur le marché des PocketBook Pro 602 et PocketBook Pro 902. |
| Février 2011   | PocketBook lance la première liseuse comprenant un ensemble d’interfaces sans fil de smartphone (Bluetooth, Wi-Fi et 3G) – PocketBook Pro 603 et 903. |
| Mai 2011       | Commercialisation de la PocketBook 360 Plus – une version mise à jour du modèle PocketBook 360, disposant du Wi-Fi et d’une architecture plus puissante. Grâce à son design et ses fonctionnalités uniques, le PocketBook 360 a connu un record de réincarnations : 360, 360+ et 360+ New.                                                                              |
| Septembre 2011 | La production d’appareils PocketBook démarre à la ligne de production spécialement destinée, à l’usine Foxconn. |
| Octobre 2011   | Lancement du PocketBook A 10", une tablette fonctionnant sous l’environnement Android 2.3.5, présentée pour la première fois à l’IFA 2011 (Berlin, Allemagne). |
| Décembre 2011  | Commercialisation du PocketBook Basic, une liseuse qui est passée dans le top 10 des liseuses les plus commercialisées et les plus recommandées dans la chaine de distribution française Pixmania, selon les résultats de 2011. |
| Février 2012   | Lancement de la PocketBook A 7", une liseuse multimedia qui fonctionne sous l’environnement Android 2.3.7. |
| Mars 2012      | Lancement de la PocketBook Touch, une liseuse disposant d’un écran E Ink Pearl de 6 pouces, et multi-sensoriel. |
| Septembre 2012 | Lors du salon international IFA à Berlin, PocketBook lance deux nouveaux appareils: - PocketBook Basic New — une version améliorée du PocketBook Basic 611 - PocketBook SURFpad — une tablette sous Android 4.0.4. qui est devenu l'un des premiers appareils avec Yandex.Store App Store pré-installé.                                                                 |
| Avril 2013     | La société a présenté une nouvelle ligne de produits haut de gamme: - PocketBook Colour Lux, la première liseuse couleur E Ink du monde avec lumière intégrée. - PocketBook Touch Lux, une liseuse avec écran Pearl HD et un éclairage avant. - PocketBook SURFpad 2, un dispositif multimédia en cours d'exécution 4.0.4 Android pour la lecture et le divertissement. |
| Juillet 2013   | Sortie du PocketBook Mini, une nouvelle liseuse mince et compacte de 5 pouces pour la lecture quotidienne. |

## Prix récents
| Modèle                                                   | Prix                              | Nomination                                                           | Pays/Année       |
| -------------------------------------------------------- | --------------------------------- | -------------------------------------------------------------------- | ---------------- |
| PocketBook Pro 912, Basic 611, Touch                     | Pixmania                          | Top 10 des ventes Pixmania                                           | France (2012)    |
| PocketBook Touch                                         | Computer Bild                     | Meilleure liseuse d’Europe                                           | Allemagne (2012) |
| PocketBook A10                                           | Red Dot 2012 Awards               | Meilleur design de produit                                           | Allemagne (2012) |
| PocketBook Touch                                         | Tablet PC                         | Vainqueur du test comparant les nouvelles liseuses multi sensorielle | Allemagne (2012) |
| PocketBook Touch, PocketBook Basic, PocketBook Basic New | PC Format                         | Vainqueur du classement de liseuses                                  | Pologne (2012)   |
| PocketBook A 10’’ 3G                                     | Consumer Electronics & Photo Expo | Produit de l’année 2012 (Mobile and Digital Devices)                 | Russie (2012)    |
| PocketBook Pro 612                                       | PC Magazine/RE                    | Russia: meilleure liseuse 2011 (E-book readers)                      | Russie (2012)    |
| PocketBook Touch Lux                                     | allesebook.de                     | Meilleure liseuse E Ink                                              | Allemagne (2013) |
| PocketBook Touch Lux                                     | Tablet PC                         | Meilleure liseuse E Ink                                              | Allemagne (2013) |

## Projets de PocketBook
KidRead — un projet qui aide à gérer le temps que l'enfant passe sur un appareil mobile. Cette application unique a été créée pour obtenir des enfants une implication plus grande dans la lecture ainsi que pour suivre et évaluer leurs connaissances littéraires. Le projet KidRead est compatible avec l'application Android ainsi qu’avec les lecteurs multimédias, les ordinateurs et les tablettes.
ReadRate — un service de recherche et de recommandation pour aider les utilisateurs à choisir des livres. La plate-forme en ligne ReadRate peut aider les utilisateurs avec des informations sur les livres les plus populaires et les informer sur les indices des livres et les préférences littéraires des utilisateurs. On y trouve également des commentaires et des critiques par d'autres utilisateurs.
BookLand — une plate-forme électronique de PocketBook proposant des livres de fiction, d’éducation et de littérature ainsi que des journaux au format électronique. BookLand offre plus de 1.500.000 titres dans 17 langues.